# سد دالکی
سد دالکی یک سد مخزنی در دست ساخت در شهرستان دشتستان استان بوشهر است که بر روی رودخانه دالکی واقع است. این سد از نوع خاکی با هسته آسفالتی دارای حجم کل مخزن ۲۷۰ میلیون متر مکعب می‌باشد.

## اهداف ساخت سد
هدف از ساخت این سد کنترل سیل‌های ناگهانی زمستانه که در فاصله نزدیکی از این سد به دریا می‌ریزند و تأمین آب شرب منطقه و آب شیرین مورد نیاز ۱۳ هزار هکتار از نخلستان‌های موجود دالکی، دهقاید، منطقه وحدتیه و بخش سعدآباد با احداث سامانه انحراف آب به سمت این مناطق می‌باشد.

## مشخصات سد
حجم آب تنظیم تخصیص یافته برای سد ۴۳۵ میلیون مترمکعب در سال و حجم مخزن این سد ۲۷۰ میلیون متر مکعب است. ارتفاع سد دالکی ۱۰۶ متر و طول تاج آن ۱۱۷۶ متر است و بر روی حوضه آبریزی به مساحت پنج هزار و ۱۱۰ کیلومتر مربع ساخته می‌شود.
همچنین پروژه سد شامل ساخت یک پل بزرگ بتنی به طول ۱۲۶ متر با ۶ دهانه ۲۱ متری بر روی رود دالکی می‌باشد.

## نگارخانه
.